# Symfonieorkest van Porto Alegre
Het Symfonieorkest van Porto Alegre (Portugees: Orquestra Sinfônica de Porto Alegre (OSPA)) is een Braziliaans symfonieorkest uit Porto Alegre.
De Hongaar Pablo Komlós richtte in 1950 dit orkest op. In begin tachtiger jaren is het OSPA Symfonie koor opgericht ter ondersteuning van dit orkest.

## Dirigenten
- 1950-1978 Pablo Komlós
- 1978-1980 David Machado
- 1981-1987 Eleazar de Carvalho
- 1987-1989 Flavio Chamis
- 1990-1991 Tulio Belardi & Arlindo Teixeira
- 1991-1992 Eleazar de Carvalho
- 1992-1993 David Machado
- 1995-1998 Claudio Ribeiro
- 1999-2001 Tiago Flores
- 2001-2002 Ion Bressan
- 2003-2010 Isaac Karabtchevsky
- 2010-heden Tiago Flores